# 普卢埃加特穆瓦桑
普卢埃加特穆瓦桑（法語：Plouégat-Moysan，法語發音：[plueɡat mwazɑ̃]）是法国菲尼斯泰尔省的一个市镇，位于该省东北部，属于莫尔莱区。

## 地理
普卢埃加特穆瓦桑（48°34'19"N, 3°36'37"W）面积14.97 平方千米，位于法国布列塔尼大區菲尼斯泰尔省，该省份为法国最西部的省份，位于布列塔尼半岛西部，北西南三面环大西洋，东临阿摩尔滨海省和莫尔比昂省。
与普卢埃加特穆瓦桑接壤的市镇（或旧市镇、城区）包括：盖尔莱斯坎、普卢内兰、特雷梅勒、博措雷勒、普卢伊尼欧。

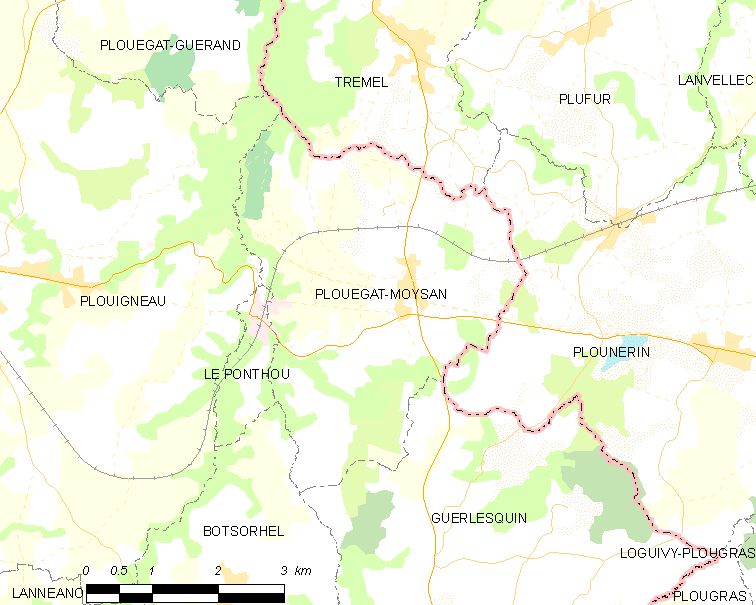
普卢埃加特穆瓦桑的OSM定位图

普卢埃加特穆瓦桑的时区为UTC+01:00、UTC+02:00（夏令时）。

## 行政
普卢埃加特穆瓦桑的邮政编码为29650，INSEE市镇编码为29183。

## 政治
普卢埃加特穆瓦桑所属的省级选区为普卢伊尼欧县。

## 人口

1962-2008年间普卢埃加特穆瓦桑人口变化图示

普卢埃加特穆瓦桑于2022年1月1日时的人口数量为720人。